# Пьюаллап
Пьюаллап (англ. Puyallup Indian Reservation) — индейская резервация, расположенная на Северо-Западе США в западно-центральной части штата Вашингтон.

## История
Племя пьюаллап состояло из 12 небольших групп. В 1854 году пьюаллап вместе с другими племенами южного Пьюджет-Саунда приняли участие в совете с правительством США, на котором они вели переговоры о заключении договора Медисин-Крик. В 1855 году для племени была создана индейская резервация.
С 1936 года пьюаллап получили ограниченное самоуправление, в том же году был избран первый совет из пяти человек. В 1991 году в состав совета были внесены изменения, предусматривающие увеличение его состава с пяти до семи членов.

## География
Резервация расположена в западно-центральной части штата Вашингтон на севере округа Пирс, с очень небольшой частью, простирающейся на север до города Федерал-Уэй в округе Кинг.  Пьюаллап — одна из самых городских индейских резерваций в Соединённых Штатах. Части семи общин в столичном районе Такома простираются на земли резервации; в порядке убывания населения, это — Такома, Уоллер, Файф, Милтон, Эджвуд, Пьюаллап и Федерал-Уэй. Кроме того, племя контролирует земли вне основной части резервации.
Общая площадь Пьюаллап составляет 76,2 км², из них 74,01 км² приходится на сушу и 2,19 км² — на воду. Штаб-квартира племени находится в городе Такома.

## Демография
По данным федеральной переписи населения 2000 года, в резервации проживало 41 341 человек, из них, более 72 % были идентифицированы как белые и лишь 3,2 % были индейцами.
В 2019 году в резервации проживало 53 026 человек. Расовый состав населения: белые — 33 482 чел., афроамериканцы — 4 214 чел., коренные американцы (индейцы США) — 1 122 чел., азиаты — 5 933 чел., океанийцы — 1 776 чел., представители других рас — 2 309 чел., представители двух или более рас — 4 190 человек. Плотность населения была высокой и составляла 695,88 чел./км². Город Файф и неинкорпорированное сообщество Файф-Хайтс, полностью находятся в резервации, как и большая часть порта Такома.

## Комментарии
1. ↑  В состав резервации входит часть населённого пункта.